# Libycosaurus
Il libicosauro (gen. Libycosaurus) è un mammifero artiodattilo estinto, appartenente agli antracoteridi. Visse tra il Miocene medio e il Miocene superiore (circa 13 – 10 milioni di anni fa) e i suoi resti fossili sono stati ritrovati in Africa. 

## Descrizione
Questo animale, come tutti i suoi simili antracoteridi, doveva assomigliare vagamente a un ippopotamo. Le dimensioni erano piuttosto grandi e si suppone potesse superare i tre metri di lunghezza. Le orbite erano sporgenti, a suggerire uno spiccato adattamento per la vita semiacquatica. Gli incisivi inferiori possedevano una radice estremamente allungata e si trovavano al termine di una mandibola dall'estremità anteriore allargata, così come la sua controparte superiore. Libycosaurus è l'unico antracoterio a possedere cinque premolari superiori (una condizione estremamente rara nei mammiferi cenozoici); questa caratteristica è stata interpretata come un evento singolo sviluppatosi in una sola popolazione di taglia limitata, che è stata poi trasmessa a tutti i discendenti (Lihoerau et al., 2006).  
I metapodi e le falangi di Libycosaurus erano ampi e appiattiti dorsoventralmente; la mano era dotata di quattro dita. 

## Classificazione
Il genere Libycosaurus venne descritto per la prima volta nel 1947 da Bonarelli, sulla base di fossili incompleti provenienti dalla Libia. Lo studioso attribuì erroneamente i fossili al gruppo dei dinosauri. Solo in seguito questo animale venne correttamente attribuito ai mammiferi artiodattili. Libycosaurus fa parte della famiglia degli antracoteridi, un gruppo di artiodattili suiformi, affini agli ippopotami. In particolare, Libycosaurus è stato considerato un rappresentante dei Bothriodontinae, un gruppo di antracoteri molto specializzato, comprendente anche le ultime forme della famiglia, tra cui Merycopotamus. Libycosaurus è noto per numerosi resti provenienti da Libia, Tunisia, Algeria, Ciad e Uganda.  
A questo genere appartengono tre specie: la specie tipo, L. petrocchii,  del Miocene superiore dell'Africa settentrionale e centrale; L. anisae dell'inizio del Miocene superiore dell'Africa settentrionale e orientale; L. algeriensis del Nordafrica. Quest'ultima specie, nota solo per denti isolati, potrebbe non essere una specie valida (Pickford, 2006). 